# Torell Troup
Torell Troup (Detroit, 23 giugno 1988) è un giocatore di football americano statunitense che gioca nel ruolo di defensive tackle per gli Oakland Raiders della National Football League (NFL). Fu scelto nel corso del secondo giro (41º assoluto) del draft NFL 2010 dai Buffalo Bills. Al college giocò a football alla University of Central Florida.

## Carriera professionistica

### Buffalo Bills
Troup fu scelto dai Buffalo Bills nel corso del secondo giro del Draft 2010. Il 28 luglio 2010 firmò un contratto quadriennale per un totale di 4,61 milioni di dollari, inclusi 1,805 milioni di bonus alla firma. Nella sua stagione da rookie disputò 15 partite, due delle quali come titolare, mettendo a segno 23 tackle e 2 passaggi deviati. Nella stagione successiva, Troup disputò 6 partite con 8 tackle. Il 23 agosto 2012 fu inserito in lista infortunati, perdendo l'intera annata. Il 31 agosto 2013 venne svincolato.

### Oakland Raiders
Il 2 gennaio 2014 firmò con gli Oakland Raiders come riserva futura.

## Statistiche
| Partite totali      | 21           |
| Partite da titolare | 2            |
| Tackle totali       | 31           |
| Sack                | 0,0          |
| Intercetti          | 0            |
| Fumble forzati      | 0            |
| Penalità fatte      | 1 per 2 yard |

Statistiche aggiornate alla stagione 2013